# Fernando Berckemeyer (diplomático)
Fernando Berckemeyer Pazos (Lima, 24 de julio de 1904-ib., 17 de julio de 1981) fue un diplomático peruano. Fue ministro plenipotenciario en Suecia y embajador en el Reino Unido y Estados Unidos.

## Biografía
Nacido en Lima en 1904, fue hijo de Gustavo Berckemeyer Bernales y María Pazos Varela. Realizó sus estudios en la Universidad de Notre Dame (Indiana), donde se graduó en 1923. Posteriormente, obtuvo el grado honorífico de doctor en Derecho (Doctor of Laws) en el Rider College, Nueva Jersey (1950), y en Rollins College, Florida (1955).
Estuvo casado con Claribel Rapp y, luego, con Elizabeth Spalding Dalton.
Luego de trabajar en la banca neoyorquina, ingresó al servicio diplomático de su país en 1925. Fue secretario en Washington D.C. y, sucesivamente, cónsul general en San Francisco, Seattle y Nueva York. En 1942, fue destacado a Londres como consejero de la legación y fungió de encargado de negocios hasta el fin de la II Guerra Mundial consiguiendo la elevación a embajada de su representación. 
En 1946, fue designado ministro plenipotenciario en Suecia y, en 1947, embajador en el Reino Unido, cargos ambos que desempeñó hasta 1948. Al año siguiente, fue nombrado embajador en los Estados Unidos. Su amplio manejo en asuntos económicos y financieros lo hicieron representante indispensable de su país en Washington D.C., donde permaneció bajo cuatro gobiernos consecutivos hasta 1963. Paralelamente, fue gobernador en el Fondo Monetario Internacional y del Banco Mundial, de cuya junta de pares fue presidente. 
Entre 1963 y 1968 se dedicó a la actividad empresarial en San Francisco hasta que en ese último año el gobierno militar de Juan Velasco lo volvió a nombrar embajador en Estados Unidos. Desde esta posición se encargó de refinanciar la deuda externa de su país y, sobre todo, de negociar la inaplicación de la enmienda Hickenlooper que hubiera supuesto el fin de la asistencia económica estadounidense y la aplicación de severas sanciones luego de la expropiación peruana de la International Petroleum Company. Renunció en 1975 y se retiró a la vida privada en San Francisco.
Considerado una autoridad en el arte de la tauromaquia, fundó un museo en Lima y escribió un libro sobre la materia. Su colección pictórica, tenida como la más grande del mundo en este aspecto, pasó a su sobrino Fernando Berckemeyer Conroy y fue luego vendida a la Real Maestranza de Sevilla. 
Falleció en Lima en 1981.